# Mount Martha
Mount Martha est une banlieue de Melbourne, capitale de l’État de Victoria, au sud-est de l’Australie.
Située sur la péninsule de Mornington, elle se situe à 50 kilomètres du centre-ville de Melbourne.